# Richard Prüfer
Richard Karl Adalbert Prüfer (*  27. April 1836 in Frankfurt an der Oder; † 28. Februar 1878 in Dortmund, Provinz Westfalen) war ein deutscher Politiker. Er war der Großvater des international bekannten Ökonomen Richard Abel Musgrave.

## Leben
Prüfer wurde als Sohn des Eduard Prüfer (* 1810) und dessen Ehefrau Julie (1809–1885), geborene Mehler, geboren. Sein Vater war Forstvermesser, die Familie evangelisch. Er studierte Rechtswissenschaften und legte die Prüfung zum Gerichtsassessor ab. Als Student gehörte er ab 1856 dem Corps Vandalia Berlin als Mitglied an. Er heiratete Susette Julie Charlotte geb. Pick (1845–1937). Sie war Tochter des aus Landsberg an der Warthe stammenden Kaufmanns Theodor Pick (1818–1884) und dessen Ehefrau Adelheid geb. Berend (1825–1897).
Prüfer war Bürgermeister von Hirschberg, bevor er von 24. Januar 1874 bis 15. Oktober 1876 Bürgermeister von Bochum wurde. Anschließend war er bis zu seinem Tode 1878 Oberbürgermeister von Dortmund. Als solcher saß er in der „OB-Fraktion“ des Preußischen Herrenhauses. Er verstarb 41-jährig an den Folgen einer Hals- und Unterleibskrankheit. Er hinterließ neben seiner Frau drei Kinder im Alter von zehn, neun und sechs Jahren. Er wurde auf dem Dortmunder Westfriedhof (Westentotenhof) beigesetzt.